# Thébai Olümpiodórosz
Thébai Olümpiodórosz (5. század) görög történetíró.
Az egyiptomi Thébából származott, Bizáncban élt és Eunapiosz történeti munkáját folytatta „Isztorikoi logoi” cím alatt, 22 részben. A Nyugatrómai Birodalom történetét írta meg 407 és 425 között. A munka inkább adathalmaz, mintsem valódi történeti munka. 412-ben vagy 434-ben követségben járt Kharaton hun királynál. A műből a Phótiosz által készített kivonat maradt fenn.